# ستيفن فريند
ستيفن فريند (بالإنجليزية: Stephen Friend)‏ هو عالم وباحث أمريكي، ولد في 10 ديسمبر 1953 في ستامفورد في الولايات المتحدة.